# Lophuromys sikapusi
Lophuromys sikapusi је врста глодара из породице мишева (Muridae).

## Распрострањење
Врста је присутна у Анголи, Бенину, Габону, Гани, ДР Конгу, Екваторијалној Гвинеји, Камеруну, Кенији, Либерији, Нигерији, Нигеру, Обали Слоноваче, Сијера Леонеу, Танзанији, Уганди и Централноафричкој Републици.

## Станиште
Врста Lophuromys sikapusi има станиште на копну.
Врста је по висини распрострањена до 1.600 метара надморске висине. 

## Угроженост
Ова врста није угрожена, и наведена је као последња брига јер има широко распрострањење.

### Популациони тренд
Популациони тренд је за ову врсту непознат.